# Caserne Vérines
La caserne Vérines, anciennement caserne du Prince-Eugène ou caserne du Château-d'Eau, est un bâtiment militaire situé dans le 10e arrondissement de Paris. Elle accueille depuis 1947 la Garde républicaine.

## Situation et accès
La caserne Vérines est située dans le 10e arrondissement. Elle est délimitée par la place de la République, la rue du Faubourg-du-Temple, la rue Yves-Toudic et la rue Léon-Jouhaux. L'entrée principale est située sur la place de la République. Deux accès secondaires sont situés rue Yves-Toudic et rue Léon-Jouhaux.

## Historique
En 1855, est déclarée d'utilité publique la construction d'une caserne en arrière de la place du Château-d'eau.
La caserne est érigée par Degrove, à l'emplacement de l'ancien vauxhall d'été  et du diorama de Louis Daguerre où Jacques Daguerre. La construction de la caserne entraine également la suppression d'une partie de la rue des marais-du-Temple. Prévue à l'origine pour 3 200 hommes, la caserne est alors l'équipement le plus vaste de la ville avec une superficie équivalente à celle de l'hôtel de ville. Elle est construite pour rassembler des troupes alors éparpillées dans Paris mais aussi à pouvoir, si nécessaire, rapidement encercler le faubourg Saint-Antoine.
Sous l'Occupation, les Allemands ont utilisé la caserne pour loger leurs propres troupes. Lors des combats de la Libération de Paris, elle est au soir du 25 août 1944 le dernier bastion allemand qui, à 19h25, se rend aux résistants et aux soldats de la 2e DB qui en font le siège depuis le début de l'après-midi.
Elle est dénommée caserne du Prince-Eugène, en l'honneur d'Eugène de Beauharnais, fils adoptif de Napoléon Ier, mais est plus communément dénommée caserne du Château-d'Eau, en référence à la fontaine ornant la place de la République (appelée à cette époque : place du Château d'eau) . En 1947, elle est renommée en l'honneur de Jean Vérines, officier de gendarmerie et résistant français, fusillé le 20 octobre 1943 à Cologne. On sait, aujourd’hui, qu’elle abrite un bunker « secret ».

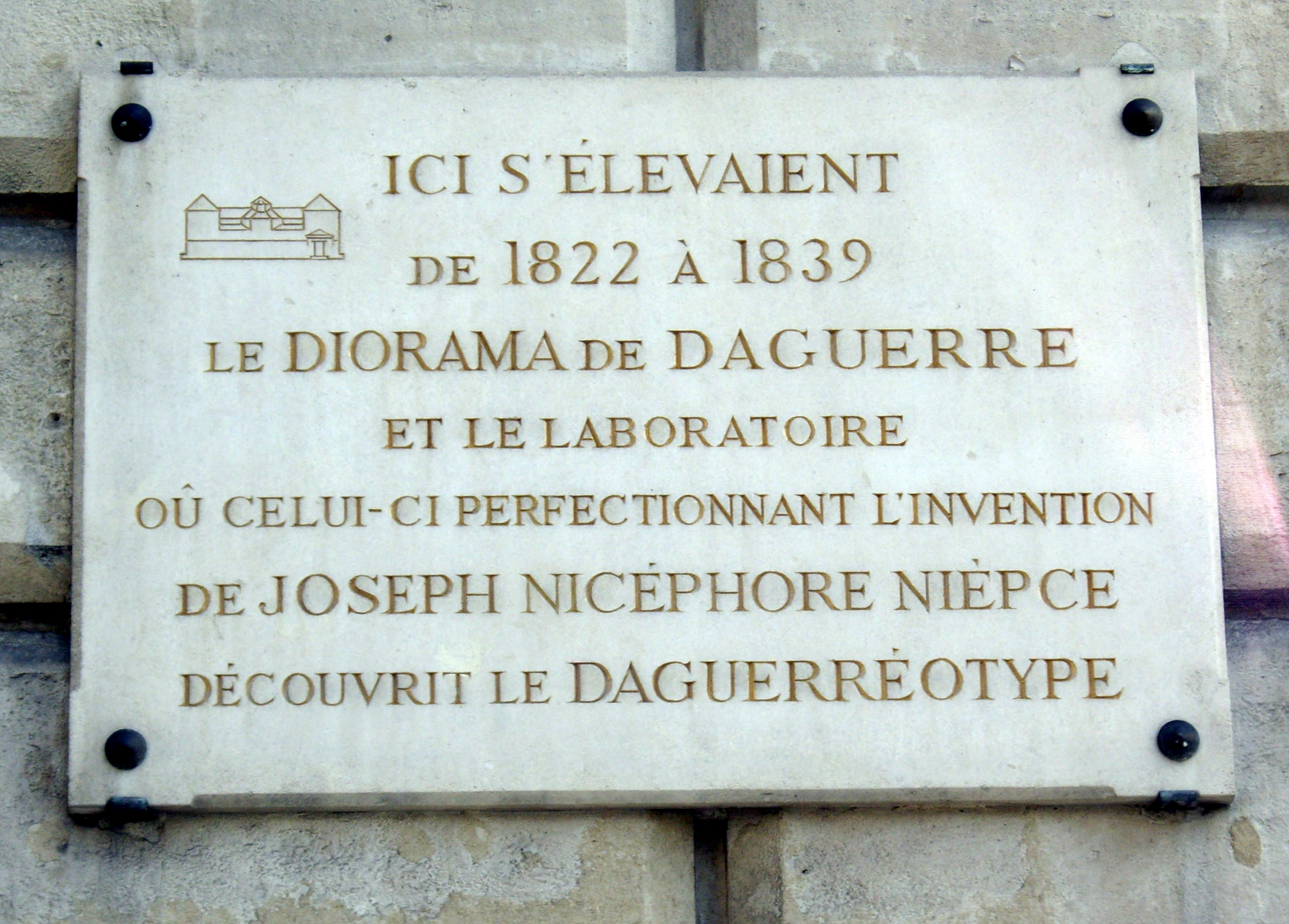
Plaque commémorant le diorama de Louis Daguerre.
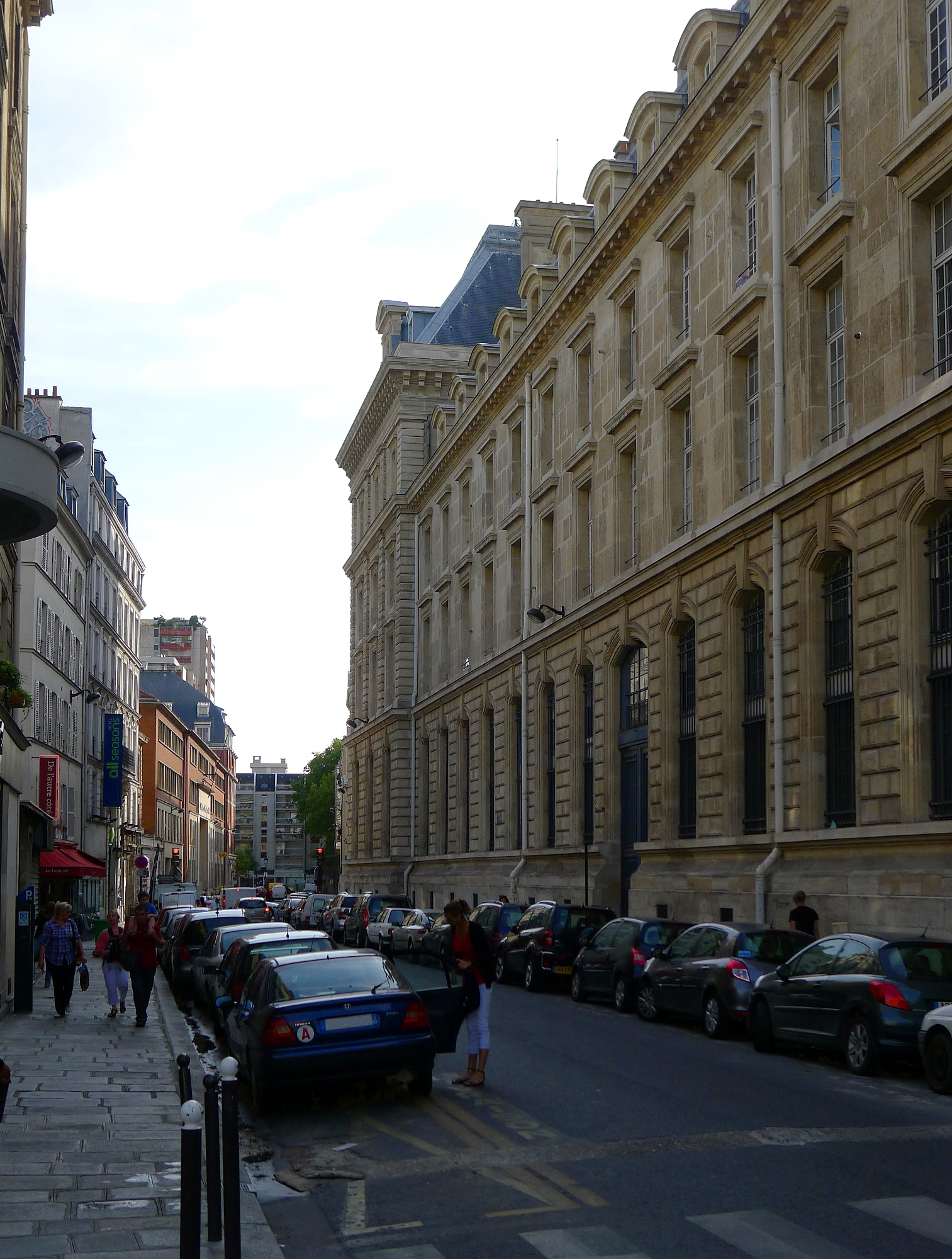
Rue vue du boulevard de Magenta.